# 박진주 (희극인)
박진주(1989년 9월 13일 ~ )은 대한민국의 개그우먼, 유튜버이다. 현재는 “박진주입니다” 라는 유튜브 채널을 통해서 활동하고 있다.

## 출연 작품

### 방송
- 《웃찾사》 (SBS)

### 유튜브
- 《박진주입니다》